# Gran Premio di Cina 2010
Il Gran Premio di Cina 2010 è stata la quarta prova della stagione 2010 del Campionato mondiale di Formula 1. Si è svolta domenica 18 aprile 2010 sul Circuito di Shanghai ed è stata vinta da Jenson Button su McLaren-Mercedes, al suo nono successo nel mondiale. Button ha preceduto sul traguardo il suo compagno di squadra Lewis Hamilton e Nico Rosberg su Mercedes GP.

## Vigilia

### Aspetti tecnici
La Bridgestone, fornitore unico degli pneumatici, annuncia per questa gara gomme morbide e dure. In merito ai dubbi sorti nei primi gran premi, la FIA dichiara legale la Red Bull RB6 ma specifica che ogni dispositivo delle sospensioni che modifica l'assetto della monoposto in regime di parco chiuso è da considerarsi non ammesso.

### Aspetti sportivi
I tre commissari della FIA nominati per la gara sono affiancati da Alexander Wurz. Il pilota giapponese Sakon Yamamoto è indicato come test driver e pilota di riserva all'Hispania Racing.

## Prove
Nella prima sessione del venerdì si è avuta questa situazione:
| Pos | Nº | Pilota         | Squadra/Motore   | Tempo    | Gap   | Giri |
| --- | -- | -------------- | ---------------- | -------- | ----- | ---- |
| 1   | 1  | Jenson Button  | McLaren-Mercedes | 1'36"677 |       | 15   |
| 2   | 4  | Nico Rosberg   | Mercedes GP      | 1'36"748 | 0"071 | 17   |
| 3   | 2  | Lewis Hamilton | McLaren-Mercedes | 1'36"775 | 0"098 | 19   |

Nella seconda sessione del venerdì si è avuta questa situazione:
| Pos | Nº | Pilota         | Squadra/Motore   | Tempo    | Gap   | Giri |
| --- | -- | -------------- | ---------------- | -------- | ----- | ---- |
| 1   | 2  | Lewis Hamilton | McLaren-Mercedes | 1'35"217 |       | 26   |
| 2   | 4  | Nico Rosberg   | Mercedes GP      | 1'35"465 | 0"248 | 22   |
| 3   | 1  | Jenson Button  | McLaren-Mercedes | 1'35"593 | 0"376 | 26   |

Nella sessione del sabato si è avuta questa situazione:
| Pos | Nº | Pilota           | Squadra/Motore   | Tempo    | Gap   | Giri |
| --- | -- | ---------------- | ---------------- | -------- | ----- | ---- |
| 1   | 6  | Mark Webber      | RBR-Renault      | 1'35"323 |       | 16   |
| 2   | 2  | Lewis Hamilton   | McLaren-Mercedes | 1'35"564 | 0"241 | 12   |
| 3   | 5  | Sebastian Vettel | RBR-Renault      | 1'35"691 | 0"368 | 14   |

Nella prima sessione di prove del venerdì, Paul di Resta ha sostituito Vitantonio Liuzzi alla Force India. Le prove sono state caratterizzate da un curioso incidente che ha visto protagonista Sébastien Buemi sulla Toro Rosso: ha perduto in frenata entrambe le ruote anteriori, senza però fortunatamente riportare danni alla persona nel successivo incidente.
Anche Fernando Alonso ha sofferto un problema al motore che non gli ha consentito di prendere parte all'intera sessione.

## Qualifiche
Nella sessione di qualifica si è avuta questa situazione:
| Pos | Nº | Pilota             | Costruttore          | Q1       | Q2       | Q3       | Griglia |
| --- | -- | ------------------ | -------------------- | -------- | -------- | -------- | ------- |
| 1   | 5  | Sebastian Vettel   | RBR-Renault          | 1'36"317 | 1'35"280 | 1'34"558 | 1       |
| 2   | 6  | Mark Webber        | RBR-Renault          | 1'35"978 | 1'35"100 | 1'34"806 | 2       |
| 3   | 8  | Fernando Alonso    | Ferrari              | 1'35"987 | 1'35"235 | 1'34"913 | 3       |
| 4   | 4  | Nico Rosberg       | Mercedes GP          | 1'35"952 | 1'35"134 | 1'34"923 | 4       |
| 5   | 1  | Jenson Button      | McLaren-Mercedes     | 1'36"122 | 1'35"443 | 1'34"979 | 5       |
| 6   | 2  | Lewis Hamilton     | McLaren-Mercedes     | 1'35"641 | 1'34"928 | 1'35"034 | 6       |
| 7   | 7  | Felipe Massa       | Ferrari              | 1'36"076 | 1'35"290 | 1'35"180 | 7       |
| 8   | 11 | Robert Kubica      | Renault              | 1'36"348 | 1'35"550 | 1'35"364 | 8       |
| 9   | 3  | Michael Schumacher | Mercedes GP          | 1'36"484 | 1'35"715 | 1'35"646 | 9       |
| 10  | 14 | Adrian Sutil       | Force India-Mercedes | 1'36"671 | 1'35"665 | 1'35"963 | 10      |
| 11  | 9  | Rubens Barrichello | Williams-Cosworth    | 1'36"664 | 1'35"748 | N.D.     | 11      |
| 12  | 17 | Jaime Alguersuari  | STR-Ferrari          | 1'36"618 | 1'36"047 | N.D.     | 12      |
| 13  | 16 | Sébastien Buemi    | STR-Ferrari          | 1'36"793 | 1'36"149 | N.D.     | 13      |
| 14  | 12 | Vitalij Petrov     | Renault              | 1'37"031 | 1'36"311 | N.D.     | 14      |
| 15  | 23 | Kamui Kobayashi    | BMW Sauber-Ferrari   | 1'37"044 | 1'36"422 | N.D.     | 15      |
| 16  | 10 | Nicolas Hülkenberg | Williams-Cosworth    | 1'37"049 | 1'36"647 | N.D.     | 16      |
| 17  | 22 | Pedro de la Rosa   | BMW Sauber-Ferrari   | 1'37"050 | 1'37"020 | N.D.     | 17      |
| 18  | 15 | Vitantonio Liuzzi  | Force India-Mercedes | 1'37"161 | N.D.     | N.D.     | 18      |
| 19  | 24 | Timo Glock         | Virgin-Cosworth      | 1'39"278 | N.D.     | N.D.     | 19      |
| 20  | 18 | Jarno Trulli       | Lotus-Cosworth       | 1'39"399 | N.D.     | N.D.     | 20      |
| 21  | 19 | Heikki Kovalainen  | Lotus-Cosworth       | 1'39"520 | N.D.     | N.D.     | 21      |
| 22  | 25 | Lucas Di Grassi    | Virgin-Cosworth      | 1'39"783 | N.D.     | N.D.     | 22      |
| 23  | 21 | Bruno Senna        | HRT-Cosworth         | 1'40"469 | N.D.     | N.D.     | 23      |
| 24  | 20 | Karun Chandhok     | HRT-Cosworth         | 1'40"578 | N.D.     | N.D.     | PL      |

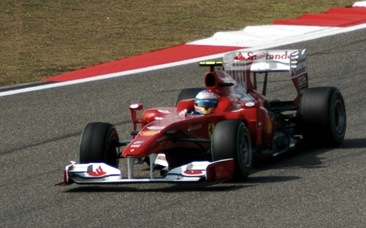
Fernando Alonso durante le qualifiche

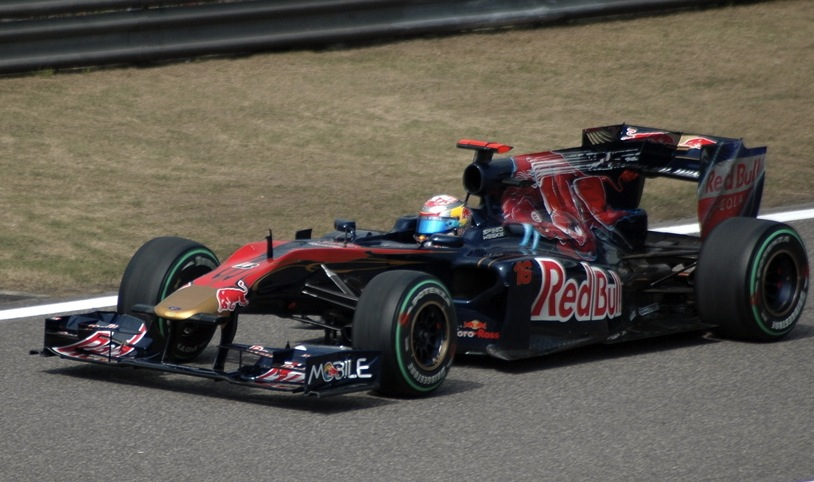
Sébastien Buemi durante le qualifiche

In Q1, oltre alle vetture dei team neoentranti, viene eliminato Vitantonio Liuzzi. In Q2 nessuna grande sorpresa, con Schumacher che entra nella top ten, sopravanzando Barrichello per soli 33 millesimi. In Q3 quarta pole di fila per la RBR, questa volta con Sebastian Vettel, che trova in prima fila il suo compagno di scuderia Mark Webber. I primi otto sono in uno spazio di otto decimi.

## Gara

### Resoconto
Al via Alonso passa entrambe le Red Bull anticipando però la partenza: il pilota iberico sarà punito con un drive-through. A metà gruppo Vitantonio Liuzzi finisce in testacoda perdendo il controllo della vettura e scontrandosi contro Sébastien Buemi e Kobayashi alla sesta curva del primo giro e la Safety car entra in pista. Inizia a piovere e vari piloti decidono di cambiare le gomme, tranne Nico Rosberg, Jenson Button, Robert Kubica, Pedro de la Rosa e Vitalij Petrov, i quali decidono di proseguire con le gomme d'asciutto. La pioggia è poco consistente e, in un paio di giri, tutti quelli con le intermedie rientrano per tornare alle slick. In un questo modo si crea un gap di 50 secondi tra Rosberg, Button e Kubica in testa, e gli altri top driver guidati dalle RedBull. Più indietro sono le Ferrari con Massa davanti ad Alonso che ha scontato anche la penalità.
L’ordine al giro 7 è Rosberg, Button, Kubica, Petrov, Alguersuari, Kovalainen, Schumacher, Sutil, Webber, Vettel, Hamilton, Barrichello, Massa e Alonso. Webber, penalizzato dall’eccessivo carico aerodinamico deve cedere al compagno e ad Hamilton che al giro 11 approfitta del duello tra Sutil e Vettel per passarli entrambi in un colpo solo. Il giro seguente entrambe le RedBull hanno ragione di Sutil. Hamilton è il pilota più veloce in pista, divora i secondi che lo separano da Schumacher, riuscendo a superarlo alla fine del 16º giro. Anche Vettel supera il suo mentore una tornata più tardi. Al giro 19, Rosberg, in testa con 4 secondi di vantaggio, commette un errore causa la pista di nuovo umida, e viene raggiunto da Button che lo supera nel rettilineo successivo diventando leader.
Nello stesso giro Schumacher, Webber, Sutil e di due ferraristi rientrano per tornare alle intermedie. Alonso riesce a beffare Massa all’ingresso della corsia con una manovra alquanto rischiosa e a precederlo ai box, costringendo il compagno ad attendere in coda. Il giro seguente sotto una pioggia battente rientrano tutti gli altri, anche i leader. Grazie al rientro anticipato, Schumacher e Webber tornano davanti ad Hamilton e Vettel. La vettura di sicurezza deve rientrare in pista poiché Jaime Alguersuari perde l'alettone anteriore e in questo modo il vantaggio dei primi, viene annullato. Quando si riparte, al giro 26, l’ordine è Button, Rosberg, Kubica, Petrov, Schumacher, Webber, Hamilton, Vettel, Sutil e Alonso. Webber, in duello con Hamilton finisce largo e rientra dodicesimo. Lewis rimonta come una furia ed in tre giri è in grado di carpire il terzo posto a Kubica. Anche Alonso guadagna posizioni portandosi al sesto posto davanti a Vettel.
Al giro 33 i due guadagno un’ulteriore posto a scapito di Petrov, finito in testacoda. Tutti cambiano le gomme usuratesi rapidamente tra il giro 36 e 39. Hamilton ne approfitta per salire al secondo posto a scapito di Rosberg mentre Alonso scavalca Kubica. Anche Webber risale al settimo posto. Button, maestro nella gestione delle gomme, respinge senza patemi i tentativi di rimonta di Hamilton e va a vincere portandosi anche in testa al mondiale. Rosberg sale ancora sul podio gestendo il ritorno di Alonso. Seguono Kubica, Vettel, Petrov, autore di un gran recupero negli ultimi giri a gomma finita e Webber. Massa supera Schumacher per il nono posto all’ultimo giro. Per la McLaren è la prima doppietta dal Gran Premio d'Italia 2007.

### Risultati
I risultati del GP sono stati i seguenti:
| Pos | Nº | Pilota             | Costruttore          | Giri | Tempo/Ritiro                          | Griglia | Punti |
| --- | -- | ------------------ | -------------------- | ---- | ------------------------------------- | ------- | ----- |
| 1   | 1  | Jenson Button      | McLaren-Mercedes     | 56   | 1h46'42"163                           | 5       | 25    |
| 2   | 2  | Lewis Hamilton     | McLaren-Mercedes     | 56   | +1"530                                | 6       | 18    |
| 3   | 4  | Nico Rosberg       | Mercedes GP          | 56   | +9"484                                | 4       | 15    |
| 4   | 8  | Fernando Alonso    | Ferrari              | 56   | +11"869                               | 3       | 12    |
| 5   | 11 | Robert Kubica      | Renault              | 56   | +22"213                               | 8       | 10    |
| 6   | 5  | Sebastian Vettel   | RBR-Renault          | 56   | +33"310                               | 1       | 8     |
| 7   | 12 | Vitalij Petrov     | Renault              | 56   | +47"600                               | 14      | 6     |
| 8   | 6  | Mark Webber        | RBR-Renault          | 56   | +52"172                               | 2       | 4     |
| 9   | 7  | Felipe Massa       | Ferrari              | 56   | +57"796                               | 7       | 2     |
| 10  | 3  | Michael Schumacher | Mercedes GP          | 56   | +1'01"749                             | 9       | 1     |
| 11  | 14 | Adrian Sutil       | Force India-Mercedes | 56   | +1'02"874                             | 10      |       |
| 12  | 9  | Rubens Barrichello | Williams-Cosworth    | 56   | +1'03"665                             | 11      |       |
| 13  | 17 | Jaime Alguersuari  | STR-Ferrari          | 56   | +1'11"416                             | 12      |       |
| 14  | 19 | Heikki Kovalainen  | Lotus-Cosworth       | 55   | +1 giro                               | 21      |       |
| 15  | 10 | Nicolas Hülkenberg | Williams-Cosworth    | 55   | +1 giro                               | 16      |       |
| 16  | 21 | Bruno Senna        | HRT-Cosworth         | 54   | +2 giri                               | 23      |       |
| 17  | 20 | Karun Chandhok     | HRT-Cosworth         | 52   | +4 giri                               | PL      |       |
| Rit | 18 | Jarno Trulli       | Lotus-Cosworth       | 26   | Problemi idraulici                    | 20      |       |
| Rit | 25 | Lucas Di Grassi    | Virgin-Cosworth      | 8    | Frizione                              | PL      |       |
| Rit | 22 | Pedro de la Rosa   | BMW Sauber-Ferrari   | 7    | Problemi tecnici                      | 17      |       |
| Rit | 16 | Sébastien Buemi    | STR-Ferrari          | 0    | Collisione con V.Liuzzi e K.Kobayashi | 13      |       |
| Rit | 23 | Kamui Kobayashi    | BMW Sauber-Ferrari   | 0    | Collisione con V.Liuzzi e S.Buemi     | 15      |       |
| Rit | 15 | Vitantonio Liuzzi  | Force India-Mercedes | 0    | Collisione con K.Kobayashi e S.Buemi  | 18      |       |
| NP  | 24 | Timo Glock         | Virgin-Cosworth      |      | Motore                                | 19      |       |

## Classifiche Mondiali

### Piloti
| Pos | Pilota             | Punti |
| --- | ------------------ | ----- |
| 1   | Jenson Button      | 60    |
| 2   | Nico Rosberg       | 50    |
| 3   | Fernando Alonso    | 49    |
| 4   | Lewis Hamilton     | 49    |
| 5   | Sebastian Vettel   | 45    |
| 6   | Felipe Massa       | 41    |
| 7   | Robert Kubica      | 40    |
| 8   | Mark Webber        | 28    |
| 9   | Adrian Sutil       | 10    |
| 10  | Michael Schumacher | 10    |
| 11  | Vitantonio Liuzzi  | 8     |
| 12  | Vitalij Petrov     | 6     |
| 13  | Rubens Barrichello | 5     |
| 14  | Jaime Alguersuari  | 2     |
| 15  | Nicolas Hülkenberg | 1     |

### Costruttori
| Pos | Team                 | Punti |
| --- | -------------------- | ----- |
| 1   | McLaren-Mercedes     | 109   |
| 2   | Ferrari              | 90    |
| 3   | RBR-Renault          | 73    |
| 4   | Mercedes GP          | 60    |
| 5   | Renault              | 46    |
| 6   | Force India-Mercedes | 18    |
| 7   | Williams-Cosworth    | 6     |
| 8   | STR-Ferrari          | 2     |

## Decisioni della FIA
Al termine della gara, la FIA decide di non sanzionare le manovre nella corsia box tra Lewis Hamilton e Sebastian Vettel.